# Севце (Лашко)
Севце (словен. Sevce) је насељено место у општини Лашко, Савињска регија, Словенија.

## Историја
До територијалне реорганизације у Словенији било је у саставу старе општине Лашко.

## Становништво
У попису становништва из 2011. године, Севце је имало 77 становника.
| Број становника према пописима | Број становника према пописима | Број становника према пописима |
| ------------------------------ | ------------------------------ | ------------------------------ |
| 1991                           | 2002                           | 2011                           |
| 68                             | 76                             | 77                             |